# Zgodovina carinske službe na Slovenskem
Carinska služba na Slovenskem se prvič pojavi v času Rimljanov, kasneje pa v oživi s pojavom novega veka. V obdobju med 1830 in 1947 sta posle carinske službe ločeno opravljali dve službi: carinska služba 
v ožjem smislu (carinska inšpekcija) in finančna straža. Od leta 1947 področje carinskega nadzora na tleh Slovenije opravlja ena sama carinska služba. Leta 1991 je ob razglasitvi samostojne Slovenije pričela delovati Carinska uprava Republike Slovenije, ki pa je od leta 1999 dalje pričela pobirati temeljno dohodarstveno dajatev- trošarine in je glede na razmerje med pobranimi dajatvami postala dohodarstveno-carinska služba. Leta 2004 je Slovenija zaradi svojega vstopa v Evropsko unijo izgubila večji del carinskih meja.

## Carina v času Rimljanov
Na slovenskem ozemlju se cariniki prvič pojavijo že v času Rimljanov, ko je Poetovio (današnji Ptuj) postal sedež carinskega urada za ilirsko carinsko področje (to področje je zajemalo tudi Panonijo in Norik). Prvotni publikanski sistem je kasneje zamenjala državna carinska služba. Na področju ilirskega carinskega okrožja se je to zgodilo leta 182. Da bi cariniki lahko pravnomočno uradovali v gospodarjevem imenu, so morali biti sužnji. Vendar pa so obenem poznali tudi oboroženo carinsko-mitninsko stražo- custodiae. V Poetovio (današnji Ptuj) je prihajalo veliko carinskih sužnjev iz Male Azije, ki so na ozemlje današnje Slovenije zanesli mitraizem.

## Carinam podobne dajatve v srednjem veku
V srednjem veku se ponovno vzpostavi trgovina na velike razdalje in za vladavine kralja Arnulfa je prvič omenjeno pobiranje pristojbin za prehod blaga. Namesto carin v modernem pomenu besede so poznali splošne prometno-tržne dajatve in zdi se, da med 13. in 15. stoletjem na območju slovenskih dežel ne obstajajo zanesljivi dokazi o terminološkem razlikovanju med mitnino (maut) in »carino« (zoll). Za nadzor nad tovorniki oziroma nad pobiranjem vseh teh dajatev so se oblastniki pogosto spopadali med seboj, npr. Spanheimi, kasneje Celjski grofje in Habsburžani. Na gospodarski razvoj slovenskega ozemlja je vplival predvsem spor med Benetkami in Habsburžani glede carinsko-mitninskega nadzora. Tako Benetke kot Habsburžani so se trudili vzpostaviti institucijo obvezne poti, da bi na ta način lažje pobirali dajatve; prvi so se utrdili v Kopru, drugi pa v Trstu.

## Carinsko službovanje od 15. stoletja do 1918

### Pojav sodobnih carin pod Habsburžani
Šele z nastopom novega veka od konca 15. stoletja dalje med izrazi carina in mitnina prihaja do jasnih pomenskih razlik: mitnina odtlej predstavlja dajatev od blaga na prehodu čez mitninsko postajo ali ob prihodu v mesto oziroma na trg, carina dajatev, ki se pobira ob prehodu blaga čez deželno ali državno mejo, specifična dajatev, ki se je pobirala le na nekaterih mitninskih postajah, pa se je imenovala naklada. Do sistemskega uvajanja carin v modernem pomenu besede v avstrijskem delu Habsburškega cesarstva pride šele kasneje,  okrog leta 1700, ko je postal uvoz blaga, ki ga je bilo možno izdelati v domačih deželah, prepovedan. V začetku 18. stoletja so se Habsburžani uspeli otresti beneške nadvlade nad plovbo po Jadranu, kar je okrepilo proces uvajanja sodobnega carinskega sistema- vzpostavila se je sodobna carinska meja, Trst in Reka pa nista spadala v carinsko območje Habsburške monarhije, ampak sta veljala za »prosto pristanišče«
Vse do časa Marije Terezije so bile posamezne dežele kakor Kranjska, Štajerska in Koroška samostojna carinska območja, ki so bila ukinjena leta 1775, temu je v času cesarja Jožefa II. sledilo še poenotenje carinskega postopka. Slovenski prostor je kot carinsko območje postal povsem enoten šele leta 1851, ko so bile ukinjene vse notranje carinske meje, torej tudi carinska meja med Štajersko in Prekmurjem.
Predhodniki sodobne carinske službe so bili v avstrijskem cesarstvu mitninarji, oboroženi konjeniški nadzorniki (iblajtarji) in kasneje dualni sistem vojaških nadzornikov (kordonistov) in pobiralcev carin (tridesetinski red). Pred pojavom kordonistov so na turški in rusko-tatarski meji  carinsko-mitninski nadzor v cesarstvu opravljali tudi portaši.

### Ilirske province
Čeprav so bili iblajtarji in tržaški cariniki uniformirani že prej, so splošno uniformirano carinsko službo v naših krajih prvi uvedli Francozi v času Ilirskih provinc. Carinska služba v Ilirskih provincah je zaposlovala 900 uradnikov, ki so prihajali iz vojaških vrst, in je bila razdeljena na sedem inšpektoratov. Uniforma francoskih carinikov je že od leta 1800 poznala dvorogelnik in frak, oba v modro-zelenem odtenku, leta 1812 pa je na posodobljeni carinski uniformi modrozeleni odtenek prevladal, dodani pa so bili elementi huzarske uniforme. Francoski cariniki so poleg inšpektoratov poznali operativne enote, ki so jih imenovali brigade, čini zaposlenih v brigadah pa so bili:
- nadglednik (tudi preglednik; préposé)
- podporočnik
- poročnik
- nadzorni poročnik
- glavni poročnik
- stotnik
- brigadni kontrolor

### Carinsko-dohodarstveni sistem 1829-1918
Avstrijci so prvo sodobno in enotno uniformirano carinsko službo oblikovali šele leta 1829- imenovala se je mejna straža (Slovenci so jo verjetno imenovali »mejači«), ki je opravljala policijsko varovanje meje in preprečevala tihotapstvo blaga, zavezanega plačilu carinskih, trošarinskih in monopolnih pristojbin. Čini mejne straže so bili:
- lovec
- višji lovec
- vodja
- komisar (poročnik)
- višji komisar (stotnik)

Leta 1835 so bile izvedene obsežne reforme carinskega in dohodarstvenega nadzora, pri čemer so ustanovili tudi notranjo finančno policijo. Šlo je za dohodarstveno ali pristojbinsko stražo (Slovenci so jo imenovali »mitništvo«), ki je bila namenjena nadzoru dohodarstvenih pristojbin, čini te službe pa so bili:
- (nad)paznik ali nadglednik
- višji (nad)paznik ali višji nadglednik
- rešpicient
- višji rešpicient
- podinšpektor
- inšpektor

Leta 1843 sta se obe nadzorni službi združili v enotno službo, ki so jo imenovali finančna straža. Slovenci so to službo sprva imenovali »denarstvina straža« in šele kasneje »finančna straža«. Čini te službe so bili:
- (nad)paznik  ali nadglednik
- višji (nad)paznik ali višji nadglednik
- rešpicient
- višji rešpicient
- komisar I. reda
- komisar II. reda
- višji komisar I. reda
- višji komisar II. reda

Poleg finančne straže je obstajala tudi carinska služba v ožjem pomenu besede, ki je zajemala predvsem višje carinsko uradništvo. Pogostejši nazivi v carinski službi so bili:
- carinski praktikant
- carinski asistent
- carinski oficial
- carinski revident
- carinski inšpektor
- višji carinski inšpektor

Carinski uradniki so nosili uniformo po splošnih državnih predpisih za uradnike dvorne komore oziroma finančnega ministrstva. Nosili so temnozeleni suknjič, obrobki in ovratnik pa so bili v travno zeleni barvi. Mejna straža je bila oblečena v temnozelene uniforme in v svetlo-sive plašče, nosili pa so tudi visoke kape čake, ki so takrat bile zgoraj razširjene in na katerih je bil tudi obrobek v rdeči in beli barvi. Podobno uniformo je nosila tudi finančna straža, le da so čake kasneje postale skoraj povsem cilindrične oblike in brez rdeče-belih obrob. Finančna straža je nasledila sive plašče mejne straže in temnozelene suknjiče, imela pa je še »rusko-sive« hlače. Uradniki so nosili dvorogelnike s črnimi perjanicami, sicer pa so uniforme finančne straže precej posnemale vojsko.
Leta 1911 je bilo na območju današnje Slovenije zaposlenih 36 carinikov in 341 financarjev, od tega 16 slovenskih carinikov in 218 slovenskih financarjev, vendar so Slovenci službovali tudi na Koroškem in na meji med Italijo in Primorjem:  bilo je okrog 26 slovenskih carinikov in verjetno nad 310 slovenskih financarjev. Leta 1912 je bilo vseh finančnih stražnikov v Avstrijskem delu Habsburškega cesarstva 11.036.

## Carinsko službovanje med obema svetovnima vojnama

### Carina v Kraljevini SHS in Kraljevini Jugoslaviji
Od leta 1919 do 1991 je bilo slovensko ozemlje del enotnega carinskega območja Jugoslavije in v tem času je bila leta 1925 sprejeta tudi prva jugoslovanska carinska tarifa. Leta 1919 je Kraljevina SHS ustanovila 85 carinarnic, ki so bile razdeljene na osrednje carinarnice, glavne carinarnice I. in II. reda ter stranske carinarnice, glavna carinska urada na Slovenskem pa sta imela sedeže v Ljubljani in v Mariboru. Kasneje se je število carinarnic zmanjševalo- leta 1931 je doseglo številko 51.
Stara Jugoslavija je sicer obdržala delitev na carinsko-dohodarstveno nadzorno službo (finančno kontrolo) in strokovno carinsko službo v ožjem smislu. Med tem, ko je finančna kontrola kot služba finančne straže na Slovenskem tudi v medvojnem času ohranila prevladujočo slovensko identiteto, je bilo pri carinskih inšpektorjih drugače: če je bilo v času Avstro-Ogrske polovica carinikov Slovencev, jih je bila v medvojnem času le še tretjina. Leta 1935 je bilo na območju Slovenije, ki je pripadalo Kraljevini Jugoslaviji zaposlenih okrog 120 carinikov. Število finančnih kontrolorjev na Slovenskem je precej nihalo- od 511 leta 1919 do 1.376 leta 1926, kasneje je upadalo do najnižje točke leta 1935, ko je bilo uslužbencev finančne kontrole le še 529. Vendar se niso vsi financarji ukvarjali s carinskim in mejnim nadzorom- po grobi oceni je v Sloveniji bilo za to delo potrebnih 500 do 600 finančnih kontrolorjev. Predvsem financarji so nosili orožje, saj je bilo njihovo delo lahko zelo nevarno. Prva svetovna vojna je med ljudstvom povzročila moralno razsulo, zaradi velike gospodarske krize pa je bilo značilno veliko pomanjkanje, zato je nastajal zelo agresiven oboroženi kriminal, pri delu je bilo ubitih več financarjev, v Sloveniji pa je leta 1930 odmeval umor carinika Gvozdena Pantelića.
Cariniki so bili leta 1924 v skladu s staro srbsko tradicijo oblečeni v temno-modro uniformo, nosili so črno kravato in bili oboroženi s sabljo, toda že leta 1925 so bili uveljavljeni sodobna siva zimska uniforma in bela letna uniforma z metuljčkom ter svečani črni suknjič, sabljo pa je zamenjal revolver. Na službenem pokrivalu (šapki) so kot rapoznavni znak finančne stroke nosili temno-zeleni venec, enako pa so obrobljene zlate proge na narokavju. Cariniki so nosili številne uniformološke novosti- npr. metuljček, rjav pas z naramnikom, torbico z revolverjem. Takšne uniforme so tedaj veljale za zelo sodobne, napravljene po angleški modi. Cariniki so v tem obdobju poznali šest činov: pet inšpektorskih činov za najvišje uradnike od V. do I. razreda, poleg tega pa še poseben čin pa za direktorja carinarnice.
Finančna kontrola je leta 1921 dobila belo letno uniformo ter sivo-olivno zimsko uniformo, toda leta 1924 je bila uvedena uniforma v bledi zeleni barvi Ta uniforma se ni obnesla- zamenjana je bila z dvema barvnima odtenkoma, od katerih se eden zdi olivne in drugi temno-zelene barve. Od leta 1936 so bili v veljavi novi kroji uniforme v temnozeleni barvi. Čini so nastopali v obliki srebrnih ali zlatih prog na rokavih. Uniforme finančnih kontrolorjev so bile po obliki sicer zelo podobne uniformam jugoslovanskih orožnikov.
Nazivi finančne kontrole so bili od najnižjega do najvišjega:
A. poduradniki:
- pripravnik
- pripravnik z izpitom za poduradnika
- podpreglednik
- preglednik
- preglednik II. razreda
- preglednik I. razreda

B. uradniki:
- komisar II. razreda (uradnik X. razreda)
- komisar I. razreda (uradnik IX. razreda)
- podinšpektor (uradnik VIII. razreda)
- inšpektor I. razreda (uradnik VII. razreda)
- inšpektor II. razreda (uradnik VI. razreda)

### Italijansko-jugoslovanska meja
Najbolj zanimiva carinska meja se je v času med obema vojnama nahajala v smeri proti Italiji. Na Kranjsko so iz Italije tihotapili testenine, vino chianti, riž, svilo, paradižnik, dežnike in ženske nogavice, v nasprotno smer so prenašali tobak, cigarete, moko in meso. Ko se je Italija zaradi abesinske vojne znašla v mednarodni osamitvi, je tihotapljenje blaga v Italijo pomagalo prenašati gospodarsko osamo. Za Italijane je bilo pred začetkom Druge svetovne vojne zanimivo tudi tihotapljenje vojaških konj iz kraljevine Jugoslavije.
Operativni nadzor meje je izvajala kraljeva finančna straža. Ko je zahodno slovensko ozemlje postalo del italijanske države, je prišlo do reorganizacije finančne straže, ki je bila deljena na legije, tako, da je na slovenskem območju delovala tržaška legija, od leta 1926 pa videmska legija in tržaška legija.  Financarji so včasih sodelovali pri tihotapljenju konj v Italijo, po napadu Italije na Jugoslavijo pa je na ozemlju Ljubljanske pokrajine delovalo od 600 do 900 pripadnikov kraljeve finančne straže.

## Carinsko službovanje v jugoslovanski republiki

### Poenotenje carinske službe in dela finančne straže
Oblast je službo finančne kontrole sprva preimenovala v finančno stražo, toda v letih 1946-1947 je finančne stražarje na dohodarstvenem področju priključila dacarjem, na carinskem področju pa kot »carinske stražnike« carinikom. Davčna terenska straža je kmalu poniknila, kasneje je funkcijo nadzora prevzela centralno vodena SDK.
Pobiranje dohodarstvenih pristojbin je država kmalu odpravila, carinska straža pa je znotraj poenotene carinske službe funkcionalno preživela, ime pa se je pozabilo. O kontinuiteti carinske oziroma finančne straže ne priča le nekdanji izraz »carinski stražnik« za najnižji rang carinikov, ampak tudi nova olivno-rjava uniforma jugoslovanskih carinikov iz leta 1962, ki v dveh tretjinah kombinira elemente iz stare predvojne uniforme finančne kontrole, le v eni tretjini pa elemente iz stare predvojne carinske uniforme. Povojne uniforme so bile sicer sprva črne barve za nižje carinske uslužbence (stražarje) in vsaj od leta 1952 svetlo-oker za višje carinske uslužbence.
Delitev na nadzorno in strokovno carinsko službo je bila torej odpravljena. Toda tudi nova poenotena služba je bila sprva večinoma zanemarjena ter slabo pripravljena na odpiranje državnih meja. To se je poznalo tudi pri številu zaposlenih na ravni vse tedanje Jugoslavije, saj je zaposlenost od 4.000 delavcev (carinikov, finančnih/carinskih stražnikov) iz leta 1945 upadla na 670 carinikov iz leta 1952.
Nazivi carinikov v povojni carinski službi so bili:
- carinski stražnik[68]
- nižji carinik
- carinik
- višji carinik

### Posodabljanje jugoslovanske carinske službe
Že leta 1965 se je zaključilo obdobje strogega državnega nadzora, meje so se odpirale in carinska služba se je naglo modernizirala. Carinska služba je bila odtlej bolje izobražena. Od leta 1967 je carinska služba zaradi naraščajoče gospodarske vloge postala samostojni zvezni organ in je leta 1982 v 40 carinarnicah (od tega 9 slovenskih) zaposlovala okrog 4.700 ljudi. Ob koncu obstoja druge Jugoslavije je obstajalo 12 carinskih laboratorijev.
Od leta 1962 je bila pri uniformah v veljavi olivno-rjava oziroma kaki barva carinske uniforme, ki se je obdržala vse razpada Jugoslavije. Od leta 1962 so v carinski službi uporabljali službene značke: v obdobju 1962-1971 je bila to značka z grbom Jugoslavije, ki je imela spodaj prikaz stilizirane meje, od leta 1967 je bila to značka z znakom »C« (kar pomeni carina), od leta 1976 pa trikotna značka, na vrhu katere je bil jugoslovanski grb, spodaj pa identifikacijska številka delavca. Na tej zadnji znački v identifikacijskem polju prvi dve številki pomenita oznako carinarnice: v Sloveniji je imela Ljubljana oznako 61, Celje oznako 62, Dravograd 63, Gornja Radgona 64, Jesenice 65, Koper 66, Maribor 67, Nova Gorica 68 in Sežana 69. Od leta 1971 so cariniki na rokavih nosili položajne oznake v pasah ali trakovih. Orožja v povojnem obdobju cariniki niso nosili. Prevladujoče zaporedje položajnih oznak v jugoslovanski carinski službi je bilo po letu 1962:
- carinik s srednjo izobrazbo
- carinik z višjo izobrazbo
- vodja organizacijske enote z višjo izobrazbo
- carinik z visoko izobrazbo
- vodja organizacijske enote z visoko izobrazbo

Če so neposredno po vojni pri uvozu blaga prevladovali kava, obutev, obleke, pralni praški in podobno, so se v obdobju po letu 1965 že pojavljali najrazličnejši artikli, npr. razni kmetijski stroji. Izreden razvoj je doživelo carinsko tarifiranje, že okrog leta 1970 pa je prišlo do začetnega uvajanja informatizacije.

### Razpadanje Jugoslavije in »carinska vojna«
Jeseni leta 1990 se je pričel razpad jugoslovanskega fiskalnega sistema, saj je 1. septembra Srbija začela zadrževati zvezni prometni davek in carine, konec oktobra pa se je temu pridružila tudi Slovenija, zaradi tega in drugih dogodkov so se na prelomu med letoma 1990 in 1991 na področju tedanje Jugoslavije že pričeli oblikovati različni gospodarski sistemi. S približevanjem dneva slovenske osamosvojitve so se v letu 1991 stopnjevali pritiski na slovenski del tedanje jugoslovanske carine, zvezna carinska uprava je nad cariniki v Sloveniji pogosto izvajala notranji nadzor, cariniki pa so se bili prisiljeni odločiti za ali proti Sloveniji. V carinarnicah po Sloveniji je bilo tedaj zlasti med vodilnim kadrom ogromno carinikov iz drugih območij Jugoslavije, zato so jih Slovenci skušali čim več prepričati, da podprejo odločitev Slovenije za osamosvojitev.
Carina na Slovenskem je v tim. »carinski vojni« (1990-1991) z odvajanjem denarja od pobranih carin in drugih uvoznih dajatev na račun SDK odločilno pripomogla k osamosvojitvi Slovenije, saj je na ta način polnila blagajno novo nastajajoče države, ki je ta sredstva v času, ko je izbruhnila vojna, potrebovala za obrambo razglašene samostojnosti.

## Carinsko službovanje med 1991 in 2014
Z osamosvojitvijo je Slovenija dejansko v noči med 25. in 26. junijem 1991 že takoj vzpostavila samostojno carinsko območje in lastno carinsko službo- Carinsko upravo Republike Slovenije. Slovenski cariniki so tudi v času napadov Jugoslovanske ljudske vojske (JLA) poskrbeli za carinjenje blaga, predvsem tistega, ki je bilo nujno potrebno za proizvodnjo v podjetjih, ob tem pa še blaga, ki je bilo nujno za obrambo nove države. Po odpravi dohodarstvenega nadzora v letu 1947 se je operativni stražniški nadzor skoraj ves čas dogajal pod zaščito obmejnih policistov oziroma miličnikov, zato je bila na začetku slovenska carinska služba neoborožena tudi v obmejni operativi. Zaradi povečanja potreb po carinskem nadzoru gibanja blaga pa so prenovljeni mobilni oddelki leta 1997 pričeli nositi orožje. Število zaposlenih je naraščalo vse do leta 1997, ko je bilo v carinski službi zaposlenih 2.287 oseb, do leta 2010 pa je število zaposlenih upadlo na 1.654 oseb.
S približevanjem Evropski uniji je Slovenija leta 1997 z vrsto drugih držav sporazumno vstopila v tako imenovani Panevropski sistem diagonalne kumulacije porekla, ki  v medsebojnih odnosih med državami podpisnicami prinaša posebne ugodnosti glede porekla blaga. Od leta 1999 je carinska služba ponovno postala carinsko-dohodarstvena služba, saj je pričela pobirati tudi trošarine. Od 1. maja 2004 Slovenija pripada enotnemu carinskemu območju Evropske unije, pri čemer cariniki pri svojem delu uporabljajo tako evropsko pravo, nacionalno pravo in mednarodno pravo. 01.07.2013 je bila zaradi vstopa Hrvaške v Evropsko unijo ukinjena »južna« carinska meja, cariniki so se z meje umaknili, carinska služba pa je veliko uslužbencev premestila v mobilne oddelke.
V slovenski carinski službi je sprva v uporabi ostala nekoliko spremenjena jugoslovanska carinska uniforma, nato pa je bila leta 1992 uvedena sivkasto-zelena uniforma, ki se vse do leta 2011 ni bistveno spremenila. Položajne oznake slovenskih carinikov na tej stari slovenski uniformi so označevale sledeče skupine zaposlenih:
- carinik
- carinik na vodstvenem položaju
- višji carinik; inšpektor III.
- višji carinik na vodstvenem položaju
- carinik z visoko izobrazbo
- carinik z visoko izobrazbo na vodstvenem položaju
- pomočnik upravnika
- upravnik

## Carinska služba kot del Finančne uprave Republike Slovenije (od 2014)
V času vlade Alenke Bratušek je Državni zbor Republike Slovenije 31. marca 2014 sprejel Zakon o finančni upravi (ZFU), ki je določil, da se carinska in davčna služba 01.08.2014 združita v enotno Finančno upravo. Vlada Republike Slovenije je 15.07.21014 na dopisni seji za vršilko dolžnosti generalne direktorice finančne uprave imenovala Jano Ahčin, in sicer do imenovanja generalnega direktorja Finančne uprave Republike Slovenije po opravljenem natečajnem postopku, vendar največ za šest mesecev. Položaj je nastopila s 16. julijem 2014. Jani Ahčin je zaradi tega dne 15.07.2014 prenehal mandat generalne direktorice Davčne uprave Republike Slovenije, 31. 7. 2014 pa je bil s položaja generalnega direktorja Carinske uprave Republike Slovenije razrešen tudi Rajko Skubic. Od 01.08.2014 namesto nekadanje Carinske uprave Republike Slovenije deluje Finančna uprava Republike Slovenije in s to združitvijo je bilo konec slovenske carinske službe kot od drugih upravno-davčnih organizacij neodvisne institucije. Do 31. decembra 2014 v mreži območnih davčnih in carinskih uradov ni bilo nobenih sprememb, potem pa so carinski in davčni uradi prenehali obstajati, saj je namesto njih 01. januarja 2015 prišlo do nastanka finančnih uradov. Znotraj Finančne uprave Republike Slovenije se je carinski poklic po imenu ohranil v nazivih carinika, vendar ta naziv ne predstavlja več carinskih inšpektorjev in svetovalcev. Znotraj Finančne uprave Republike Slovenije je bila organizirana tudi Uprava za carine pod vodstvom prvega direktorja Stanislava Mikuža.